# Natalia Mishkutenok
Nataliya Yevgenyevna Mishkutyonok (em russo:  Наталья Евгеньевна Мишкутёнок; Minsk, RSS da Bielorrússia, 14 de julho de 1970) é uma ex-patinadora artística russa que competiu em competições de duplas. Ela foi campeã olímpico em 1992 ao lado de Artur Dmitriev.

## Principais resultados

### Com Artur Dmitriev
| Resultados                                            | Resultados      | Resultados        | Resultados        | Resultados        | Resultados      | Resultados        | Resultados       | Resultados    | Resultados    | Resultados    | Resultados    | Resultados    |
| Internacional                                         | Internacional   | Internacional     | Internacional     | Internacional     | Internacional   | Internacional     | Internacional    | Internacional | Internacional | Internacional | Internacional | Internacional |
| Evento/Temporada                                      | 1987– 1988      | 1988– 1989        | 1989– 1990        | 1990– 1991        | 1991– 1992      |                   | 1993– 1994       | 1994– 1995    |               |               |               |               |
| ----------------------------------------------------- | --------------- | ----------------- | ----------------- | ----------------- | --------------- | ----------------- | ---------------- | ------------- | ------------- | ------------- | ------------- | ------------- |
| Jogos Olímpicos                                       |                 |                   |                   |                   | Medalha de ouro | Medalha de prata  |                  |               |               |               |               |               |
| Campeonato Mundial                                    |                 |                   | Medalha de bronze | Medalha de ouro   | Medalha de ouro |                   |                  |               |               |               |               |               |
| Campeonato Europeu                                    | 4.ª             | Medalha de bronze | Medalha de bronze | Medalha de ouro   | Medalha de ouro | Medalha de bronze |                  |               |               |               |               |               |
| Grand Prix International de Paris                     |                 |                   |                   |                   | Medalha de ouro | Medalha de ouro   |                  |               |               |               |               |               |
| Jogos da Boa Vontade                                  |                 |                   |                   | Medalha de prata  |                 |                   | Medalha de ouro  |               |               |               |               |               |
| Nations Cup                                           |                 |                   |                   | Medalha de ouro   |                 |                   |                  |               |               |               |               |               |
| NHK Trophy                                            |                 |                   |                   | Medalha de bronze |                 |                   |                  |               |               |               |               |               |
| Piruetten                                             |                 |                   |                   |                   |                 | Medalha de ouro   |                  |               |               |               |               |               |
| Prize of Moscow News                                  |                 | Medalha de ouro   |                   |                   |                 |                   |                  |               |               |               |               |               |
| Skate America                                         |                 | Medalha de ouro   | Medalha de ouro   |                   |                 |                   |                  |               |               |               |               |               |
| Universíada                                           | Medalha de ouro |                   |                   |                   |                 |                   |                  |               |               |               |               |               |
| Nacional                                              |                 |                   |                   |                   |                 |                   |                  |               |               |               |               |               |
| Campeonato Russo                                      |                 |                   |                   |                   |                 |                   | Medalha de prata |               |               |               |               |               |
| Campeonato Soviético                                  |                 | Medalha de prata  | Medalha de prata  | Medalha de prata  |                 |                   |                  |               |               |               |               |               |
|                                                       |                 |                   |                   |                   |                 |                   |                  |               |               |               |               |               |
| Legenda: Competição não foi disputada nesta temporada |                 |                   |                   |                   |                 |                   |                  |               |               |               |               |               |